# Phoenix Mercury 2013
La stagione 2013 delle Phoenix Mercury fu la 17ª nella WNBA per la franchigia.
Le Phoenix Mercury arrivarono terze nella Western Conference con un record di 19-15. Nei play-off vinsero la semifinale di conference con le Los Angeles Sparks (2-1), perdendo poi la finale di conference con le Minnesota Lynx (2-0).

## Roster
| N° | Naz.                   | Ruolo | Sportivo          | Anno | Alt. | Peso |
| -- | ---------------------- | ----- | ----------------- | ---- | ---- | ---- |
| 3  | Stati Uniti (bandiera) | G     | Diana Taurasi     | 1982 | 183  | 78   |
| 4  | Stati Uniti (bandiera) | AC    | Candice Dupree    | 1984 | 188  | 73   |
| 10 | Stati Uniti (bandiera) | G     | Jasmine James     | 1991 | 175  |      |
| 12 | Stati Uniti (bandiera) | C     | Lynetta Kizer     | 1990 | 193  | 104  |
| 13 | Australia (bandiera)   | A     | Penny Taylor      | 1981 | 185  | 75   |
| 14 | Stati Uniti (bandiera) | G     | Alexis Hornbuckle | 1985 | 178  | 70   |
| 15 | Stati Uniti (bandiera) | G     | Briana Gilbreath  | 1990 | 183  | 68   |
| 22 | Stati Uniti (bandiera) | A     | Charde Houston    | 1986 | 183  | 86   |
| 24 | Stati Uniti (bandiera) | G     | DeWanna Bonner    | 1987 | 193  | 62   |
| 34 | Stati Uniti (bandiera) | AC    | Krystal Thomas    | 1989 | 196  | 88   |
| 42 | Stati Uniti (bandiera) | C     | Brittney Griner   | 1990 | 203  | 94   |
| 99 | Stati Uniti (bandiera) | G     | Samantha Prahalis | 1990 | 170  | 59   |

## Staff tecnico
- Allenatori: Corey Gaines (10-11), Russ Pennell (9-4)
- Vice-allenatori: Earl Cureton (fino all'8 agosto), Julie Hairgrove, Anthony Boone  (dall'8 agosto)
- Preparatore atletico: Tamara Poole